# Lindsvikarna (Rogsta socken, Hälsingland)
Lindsvikarna är en sjö i Hudiksvalls kommun i Hälsingland och ingår i Harmångersån-Delångersåns kustområde. Sjön har en area på 0,109 kvadratkilometer och ligger 3 meter över havet.

## Delavrinningsområde
Lindsvikarna ingår i det delavrinningsområde (685965-157906) som SMHI kallar för Rinner mot N M Bottenhavets kustvatten. Medelhöjden är 13 meter över havet och ytan är 5,77 kvadratkilometer. Det finns inga avrinningsområden uppströms utan avrinningsområdet är högsta punkten. Avrinningsområdets utflöde mynnar i havet, utan att ha någon enskild mynningsplats. Avrinningsområdet består mestadels av skog (89 procent). Avrinningsområdet har 0,21 kvadratkilometer vattenytor vilket ger det en sjöprocent på 3,7 procent.